# Fern Andra
Fern Andra (24 de noviembre de 1893 – 8 de febrero de 1974) fue una actriz y productora estadounidense. Junto a Henny Porten y Asta Nielsen fue una de las actrices más populares en el cine mudo alemán.

## Biografía
Vernal Edna Andrews nació en Illinois, Estados Unidos, en 1893. Fue hija de un artista de circo, por lo que Fern en una temprana edad realizaba trucos en la cuerda floja. Luego fue entrenada en canto y baile. En 1899, en la ciudad de Nueva York, realizó su debut actoral en una versión de Uncle Tom's Cabin. Siguió realizando giras con el circo y una de ellas la llevó a la ciudad de Berlín, donde conoció a Max Reinhardt, que le impartió clases de actuación. En 1913, a la edad de 19 años, apareció en la película alemana Das Ave Maria. En  1920 protagonizó la película de horror Genuine de Robert Wiene.
El 4 de julio de 1922, se vio envuelta en un accidente aéreo. El piloto Lothar von Richthofen falleció en el accidente. Andra inicialmente fue reportada como fallecida, pero logró sobrevivir. Su acompañante, el director Georg Bluen también sobrevivió y continuó trabajando con ella hasta 1925.
Desde 1928 trabajó en el Reino Unido y en su natal Estados Unidos, para luego expandir su carrera a la radio y la televisión.

## Matrimonios
Fern Andra se casó cuatro veces:
- Friedrich von und zu Weichs (1917)
- Kurt Prenzel (1923)
- Ian Keith (1932)
- Gen. Samuel Edge Dockrell (1938)

## Filmografía seleccionada
- Madame Récamier (1920)
- The Night of Queen Isabeau (1920)
- The Red Rider (1923)
- Radio Magic (1927)
- Spangles (1928)
- The Warning (1928)
- The Burgomaster of Stilemonde (1929)
- The Eyes of the World (1930)
- Lotus Lady (1930)

## Fallecimiento
Fern Andra murió en Aiken, Carolina del Sur, el 8 de febrero de 1974, a la edad de 80 años.